# Кармановский сельсовет (Башкортостан)
Кармановский сельсовет — муниципальное образование в Янаульском районе Башкортостана.
Согласно «Закону о границах, статусе и административных центрах муниципальных образований в Республике Башкортостан» имеет статус сельского поселения.

## История
2004 год
В состав территории города Нефтекамска переданы деревня Чишма, 3314,32 га Кармановского сельсовета, в состав территории Музяковского сельсовета Краснокамского района переданы 60,24 га сельсовета, из Музяковского сельсовета Краснокамского района переданы часть территории площадью 20 га.
Закон Республики Башкортостан от 17 декабря 2004 г. N 125-з «Об изменениях в административно-территориальном устройстве Республики Башкортостан, изменениях границ и преобразованиях муниципальных образований в Республике Башкортостан», статья 1. «Изменения в административно-территориальном устройстве Республики Башкортостан», п.30, 59, 159, 160:
30. Изменить границы Янаульского района, Кармановского сельсовета Янаульского района и города Нефтекамска согласно представленной схематической карте, передав часть территории площадью 3314,32 га Кармановского сельсовета Янаульского района в состав территории города Нефтекамска.
59. Изменить границы Янаульского района, Кармановского сельсовета Янаульского района и города Нефтекамска согласно представленной схематической карте, передав деревню Чишма Кармановского сельсовета Янаульского района в состав территории города Нефтекамска.
159. Изменить границы Янаульского района, Кармановского сельсовета Янаульского района и Краснокамского района, Музяковского сельсовета Краснокамского района согласно представленной схематической карте, передав часть территории площадью 60,24 га Кармановского сельсовета Янаульского района в состав территории Музяковского сельсовета Краснокамского района.

160. Изменить границы Янаульского района, Кармановского сельсовета Янаульского района, Музяковского сельсовета Краснокамского района согласно представленной схематической карте, передав часть территории площадью 20 га Музяковского сельсовета Краснокамского района в состав территории Кармановского сельсовета Янаульского района.
2005 год
Согласно Закону «О внесении изменений в административно-территориальное устройство Республики Башкортостан в связи с образованием, объединением, упразднением и изменением статуса населённых пунктов, переносом административных центров» от 20 июля 2005 года № 211-з, из сельсовета путём упразднения выведено поселение железнодорожная казарма 1198 км

4. Упразднить следующие населённые пункты:
39) в Янаульском районе:

а) поселение железнодорожная казарма 1198 км Кармановского сельсовета

## Состав сельского поселения
| № | Населённый пункт | Тип населённого пункта       | Население |
| - | ---------------- | ---------------------------- | --------- |
| 1 | Карманово        | деревня станции              | ↘207      |
| 2 | Карманово        | село, административный центр | ↘1251     |
| 3 | Кумово           | село                         | ↘268      |

В 2004 году деревня Чишма Кармановского сельсовета передана в состав территории города Нефтекамска.
В 2005 году упразднено поселение железнодорожная казарма  1198 км.

## Население
| 2002  | 2009  | 2010  | 2012  | 2013  | 2014  | 2015  | 2016  | 2017  |
| ----- | ----- | ----- | ----- | ----- | ----- | ----- | ----- | ----- |
| 1680  | ↗1802 | ↘1726 | ↗1793 | ↗1830 | ↘1812 | ↗1817 | ↘1764 | ↘1743 |
| 2018  |       |       |       |       |       |       |       |       |
| ↘1722 |       |       |       |       |       |       |       |       |